# Matěj Radosta
Matěj Radosta (10 maggio 2001) è un calciatore ceco, centrocampista del Teplice.

## Carriera

### Club
Cresciuto nel settore giovanile del Teplice, debutta in prima squadra l'8 marzo 2019 giocando l'incontro di 1. liga perso 2-1 contro il Jablonec. Il 23 dicembre 2020 trova la sua prima rete segnando il gol finale nella vittoria per 3-2 contro il Trinity Zlín.

### Nazionale
Ha giocato nelle nazionali giovanili ceche Under-17 ed Under-19.

## Statistiche
Statistiche aggiornate al 25 dicembre 2020.

### Presenze e reti nei club
| Stagione        | Squadra         | Campionato      | Campionato | Campionato | Coppe nazionali | Coppe nazionali | Coppe nazionali | Coppe continentali | Coppe continentali | Coppe continentali | Altre coppe | Altre coppe | Altre coppe | Totale | Totale | Totale |
| Stagione        | Squadra         | Comp            | Pres       | Reti       | Comp            | Pres            | Reti            | Comp               | Pres               | Reti               | Comp        | Pres        | Reti        | Pres   | Reti   |        |
| --------------- | --------------- | --------------- | ---------- | ---------- | --------------- | --------------- | --------------- | ------------------ | ------------------ | ------------------ | ----------- | ----------- | ----------- | ------ | ------ | ------ |
| 2018-2019       | Teplice         | 1L              | 4          | 0          | CRC             | 1               | 0               |                    | -                  | -                  |             | -           | -           | 5      | 0      |        |
| 2019-2020       | Teplice         | 1L              | 13         | 0          | CRC             | 1               | 0               |                    | -                  | -                  |             | -           | -           | 14     | 0      |        |
| 2020-2021       | Teplice         | 1L              | 10         | 1          | CRC             | 1               | 0               |                    | -                  | -                  |             | -           | -           | 11     | 1      |        |
| Totale carriera | Totale carriera | Totale carriera | 27         | 1          |                 | 3               | 0               |                    | -                  | -                  |             | -           | -           | 30     | 1      |        |